# Copa de España profesional de ciclismo
La Copa de España de Ciclismo Profesional, es una competición profesional de ciclismo en ruta que se celebra anualmente en España desde 2019.
Reúne en una clasificación las carreras de un día y por etapas más importantes que se celebran en territorio español, parecido a la ya desaparecida Copa del Mundo de Ciclismo. Forman parte de la clasificación todos los ciclistas masculinos profesionales de España que forman parte del UCI WorldTeam, UCI ProTeam y Continental sin límite de nacionalidad estableciendo un sistema de puntuación en función de la posición conseguida en cada competencia y a partir de ahí se crea la clasificación.
La prueba también ofrece clasificación para los mejores jóvenes (sub-23) y por equipos, donde participan todos los equipos con licencia española. Se contabilizan en cada carrera los puntos de los tres primeros clasificados de cada equipo en la clasificación final individual y a través de esos puntos se establece la clasificación.
La Copa consta de 19 carreras del calendario español bajo las categorías UCI WorldTour, UCI ProSeries, 1.1 y 2.1 del UCI Europe Tour, excepto las que declinan estar en esta competición. Por ello esta copa tiene mucho más prestigio que otras copas nacionales al ser todas las pruebas profesionales y al poder participar todos los equipos profesionales, incluidos los UCI WorldTeam.
Se celebra ininterrumpidamente desde 2019.
En la actualidad existe otros sistemas de competencias como la Copa de España de Ciclismo (amateur) y la Copa de España de Ciclismo Adaptado.

## Sistema de puntos
En cada carrera, los primeros 20 corredores ganan puntos y el corredor con la mayor cantidad de puntos en general es considerado el ganador de la Copa de España. Se llevan a cabo un sistema de puntos separado para las carreras por etapas, las carreras de un día, el Campeonato de España en Ruta y los ganadores de etapas.

### Clasificación carreras por etapas
| Posición | 1   | 2  | 3  | 4  | 5  | 6  | 7  | 8  | 9  | 10 | 11 | 12 | 13 | 14 | 15 | 16 | 17 | 18 | 19 | 20 |
| Puntos   | 100 | 90 | 80 | 70 | 60 | 55 | 50 | 45 | 40 | 35 | 30 | 25 | 20 | 15 | 10 | 8  | 6  | 4  | 2  | 1  |

### Clasificación carreras de un día
| Posición | 1  | 2  | 3  | 4  | 5  | 6 | 7 | 8 | 9 | 10 |
| Puntos   | 50 | 40 | 30 | 20 | 10 | 8 | 6 | 4 | 2 | 1  |

### Clasificación Campeonato de España
| Posición | 1  | 2  | 3  | 4  | 5  | 6  | 7  | 8  | 9  | 10 | 11 | 12 | 13 | 14 | 15 | 16 | 17 | 18 | 19 | 20 |
| Puntos   | 80 | 75 | 70 | 65 | 60 | 55 | 50 | 45 | 40 | 35 | 30 | 25 | 20 | 15 | 10 | 8  | 6  | 4  | 2  | 1  |

### Clasificación ganadores de etapas
| Posición | 1  | 2  | 3 | 4 | 5 | 6 | 7 | 8 | 9 | 10 |
| Puntos   | 15 | 10 | 8 | 7 | 6 | 5 | 4 | 3 | 2 | 1  |

## Palmarés
| Año  | Ganador            | Puntos | Mejor joven    | Puntos | Mejor equipo | Puntos |
| ---- | ------------------ | ------ | -------------- | ------ | ------------ | ------ |
| 2019 | Alejandro Valverde | 454    | Sergio Higuita | 118    | Movistar     |        |
| 2020 | Alejandro Valverde | 306    | Enric Mas      | 219    | Movistar     |        |
| 2021 | Enric Mas          | 370    | Einer Rubio    | 135    | Movistar     |        |

## Palmarés por países
| País   | Victorias |
| ------ | --------- |
| España | 3         |